# 毛叶鼠李
毛叶鼠李（学名：Rhamnus henryi）为鼠李科鼠李属下的一个种。